# 中天電視海外頻道
中天電視海外頻道 - 亞洲 / 北美是由中天電視擁有的一條在台灣以外地區所播放的電視頻道，面向亞太和美洲地區，其电视呼号名称分别为中天亞洲台、中天北美台，兩個频道所播放的節目內容並不相同。

## 频道列表及覆盖情况

### 亞太

亞洲電視轉播中天亞洲台節目訊號

中天亞洲台（或稱「中天海外頻道 - 亞洲」）透過PAS-8衛星向亞太、歐陸、和印度洋沿岸等地區開路播出，其收視範圍包括：日本、新加坡、馬來西亞、柬埔寨、歐洲、南非、菲律賓、澳洲、紐西蘭、關島、馬紹爾群島、夏威夷、以及香港/澳門等等。

#### 香港
2009年1月，旺旺集團董事長蔡衍明入股香港亞洲電視。同年4月1日，亞洲電視開始轉播中天亞洲台，此為首次有整條台灣電視頻道於香港免費電視播映；使得香港觀眾除了可透過衛星接收傳送收看（但在當地並無透過有線電視或IPTV等平台落地）外，也能透過香港數位地面電視廣播第14頻道來收看中天亞洲台。因为中天亞洲台以4:3播出，亞洲電視轉播的版本中，左右兩邊以黑邊填補，同時左上角加入亞洲電視台标（台标的颜色和中天電視台标的淺藍色接近）。
2011年1月1日凌晨零時起，亞視所有自製及轉播頻道的台标颜色統一為橙色。
由於2010年查懋聲與蔡衍明爆出亞洲電視股權風波，最終中天與亞視雙方都無意繼續合作，中天終止與亞視的合作、並改與now TV合作。亞視於2011年4月1日停止轉播中天亞洲台；now TV于同日開始轉播中天亞洲台，用戶可免費收看。

### 美洲
中天北美台（或稱「中天海外頻道 - 北美」）通過精宇科技精宇直播向北美洲和南美洲收費播出，其收視範圍包括美國、加拿大、以及拉美等地。
中旺電視（Zhong Want TV），簡稱ZWTV，是美國加州洛杉磯地區的一家無線中文電視台。隸屬旺旺中時媒體集團，與中天北美台為姐妹台。 2010年開播，頻道為57.9，呼號為「KJLA」。訊號覆蓋範圍為南加州大洛杉磯地區和橙縣大部份地區。中旺电视的新闻节目一半转播自中视新闻，一半转播自中天新闻。

## 海外媒體傳播據點
中天電視是最早實現全球廣播的台灣電視媒體。中天頻道曾是在歐洲、南非、中南美洲等地唯一可以接收的台灣電視頻道。
中天頻道於北美的相關服務——「中旺電視57.9」，已於2010年2月13日（星期六）正式開始服務。無線收視的頻道為57.9台。

## 節目
註明：以首播（該台）的節目為主
亞洲台
- 魅力東方（与东方卫视合作）
- 雙城記（与东方卫视合作）
- 兩岸祕密檔案（与厦门卫视合作）
- 凤凰网精选节目（与凤凰卫视合作）
- 西望成都（与成都电视台合作）
- 聚焦新亚洲（周一至周五中午13点和晚上19点播出）

北美台&中旺电视
- 中天全球新闻
- 生活的藝術
- 雙城記
- 北美地方新聞
- 生活情報
- 中旺速遞

其他未列出的節目，就是重播中天綜合台、中天娛樂台、中天新聞台已播畢或當日播出的節目，或者聯播中天新聞台和中视新闻台節目，以及購自其他電視台的節目，以新闻节目为例，现时联播的节目有：
亞洲台
- 中天晨报
- 中天整点新闻
- 中天午间新闻
- 大新闻大爆卦
- 中天晚间新闻
- 頭條開講
- 全球大视野
- 國際直球對決
- 新聞龙卷风精选版
- 文茜的世界周報精选版
- 兩岸中國夢精选版
- 主播出任务

北美台
- 中天晨报
- 中天午间新闻
- 大新闻大爆卦
- 周末大爆卦
- 中天整点新闻
- 中天晚间新闻
- 中天SUPER夜线
- 中天全球新闻
- 頭條開講
- 全球大视野
- 前进战略高地
- 國際直球對決
- CTI Talk
- 主播出任务

中旺电视
- 中视早安新闻
- 中视午间新闻
- 庶民大头家
- 中视整点新闻
- 中视新闻全球报导6点抢先报
- 中视新闻全球报导
- 今日最热门
- 聚焦新亚洲
- 頭條開講
- 新聞龙卷风精选版
- 文茜的世界周報精选版
- 兩岸中國夢精选版
- CTI Talk
- 主播出任务

## 外部連結
- 中天電視 （页面存档备份，存于）
- 中天亚洲台官网 （页面存档备份，存于）
- 中天亚洲台节目表 （页面存档备份，存于）
- 中天北美台節目表 （页面存档备份，存于）
- 中旺电视节目表 （页面存档备份，存于）
- 中天電視亞洲台的新浪微博
- YouTube上的中天亞洲台頻道